# Цитоплазма
Цитоплазма је хомогена, најчешће транспарентна материја у облику желатина, која попуњава унутрашњост ћелије.

## Грађа
Цитоплазма се састоји од цитозола и ћелијских органела, осим нуклеуса. Цитозол се састоји од воде, соли, органских молекула и многих ензима који су катализатори у одређеним реакцијама. Цитоплазма има велику улогу у ћелијама, и служи као молекуларна супа, у којој су све ћелијске органеле потопљене и које су ограничене ћелијском мембраном. Цитоплазма се налази између плазма мембране и једрове мембране.
Водени састав цитоплазме (81%) је изграђен од јона и растворљивих макромолекула као што су ензими, угљени хидрати, соли и протеини, као и велики број РНК молекула. Водени састав цитоплазме може да буде или у облику желатина или у облику течности, у зависности у којој фази активности се налазу ћелија. У првом случају, када је у облику желатина, назива се цитогел, а када је у течном стању онда се назива цитозол.
Нерастворљиви делови цитоплазме су ћелијске органеле, као што су митохондрије, хлоропласт, лизозоми, рибозоми, ендоплазматични ретикулум и др.
Све ћелије без обзира ком организму припадају имају цитоплазму и у том смислу све ћелије су исте. Међутим, ћелије из различитих биолошких група и породица се разликују по својим карактеристикама. На пример, код животиња, цитоплазма заузима готово половину ћелијске запремине, док код биљака цитоплазма заузима много мање простора услед присуства вакуоле.
Цитоплазма има механичку улогу, то јест, има улогу да одржи облик и форму ћелије, као и да служи као јастук у случају да дође до наглог удара ћелије и на тај начин заштити ћелијске органеле. Цитоплазма је такође и место виталних реакција неопходне за живот, као што су метаболизам, гликолиза и синтеза протеина.